# Cuba and the Cameraman
Cuba and the Cameraman è un docu-film statunitense del 2017 scritto, diretto e co-prodotto da Jon Alpert. Il film è stato distribuito sulla piattaforma digitale Netflix, il 24 novembre 2017 ed è stato presentato per la prima volta alla 74ª Mostra internazionale d'arte cinematografica di Venezia.

## Trama
Il film si concentra su Cuba e sul suo leader, Fidel Castro, dal 1975 al 2016 soffermandosi maggiormenti sulle vite dei cittadini qualunque (dalla loro vecchiaia, al loro lavoro e il loro disagio economico) senza però tralasciare i fatti storici più rilevanti (la dissoluzione dell'Unione Sovietica, l'embargo contro Cuba e la politica internazionale).

## Produzione
Alpert ha iniziato a visitare Cuba negli anni '70. Dopo aver fondato il Downtown Community Television Center, è diventato sempre più interessato alle politiche cubane. Ha detto: "Abbiamo sentito che Fidel Castro stava implementando i programmi sociali per i quali stavamo combattendo qui a New York." Il film è stato montato su oltre 1.000 ore di filmati, Alpert ha incominciato a filmare dalla sua prima visita a Cuba.

## Accoglienza

### Critica
Sull'aggregatore di recensioni Rotten Tomatoes il film ha un punteggio di approvazione è del 100% basato su 7 recensioni, con un punteggio medio di 7,7 / 10. Metacritic, che utilizza una media ponderata, ha assegnato un punteggio di 82 su 100, basato su 5 critici. Glenn Kenny del New York Times ha scritto: "In parte, a causa dei suoi punti ciechi politici," Cuba and the Cameraman "è accattivante. (Qualunque cosa tu pensi la prospettiva di Mr. Alpert è interessante.) Vale la pena guardare storie come queste. "
David Ehrlich di IndieWire ha dato al film una B + e ha dichiarato: "Se solo Alpert fosse stato un po' 'meno geniale', se solo avesse scavato un po' più a fondo - se solo si fosse tirato fuori dall'equazione o se fosse andato oltre e fosse stato molto più introspettivo riguardo ai suoi sentimenti complicati su Castro - quindi "Cuba and the Cameraman" avrebbe potuto essere più che una semplice finestra in un mondo straniero; ma le finestre sono importanti, senza di loro non saremmo mai in grado di vedere attraverso le nostre mura e questa è una finestra chiara e ampia."
Sheri Linden del Los Angeles Times ha definito il film: "Come un ritratto decennale del paese, il suo film vibrante non ha precedenti." Neil Young di The Hollywood Reporter ha scritto: "Un'opera di umanesimo della vecchia scuola che si aggira tra un fervore pro-rivoluzionario e una posizione documentaria più oggettiva. "Cuba and the Cameraman" sono sostenuti dai forti legami di fiducia che il socievole Alpert ha evidentemente saputo mantenere con cubani di vari livelli di questa società teoricamente senza classi. "